# St Margaret-at-Cliffe
St Margaret-at-Cliffe est un village du Kent, en Angleterre.

## Géographie
Constitué de trois hameaux, le village se trouve près de la route côtière qui relie Deal et Douvres. Le cœur du village est à environ 3 km de la mer. La zone résidentielle de Nelson Park est davantage reculée à l'intérieur des terres, et St Margaret's Bay se situe le long des falaises au nord de South Foreland.
Les nageurs qui tentent la traversée de la Manche à la nage et les câbles téléphoniques sous-marins partent de St Margaret's Bay. À l'extrémité nord de la baie se trouve la pointe Leathercote (également orthographié Leathercoat ou Lethercote), où est érigé un monument aux morts commémorant la patrouille de Douvres. Cette pointe constitue l'une des extrémités du segment qui délimite la Manche et la mer du Nord, l'autre extrémité étant le phare de Walde côté français.

## Histoire
Pendant la Seconde Guerre mondiale, la plupart des habitants ont été déplacés et des canons et leurs servants ont pris leur place. La plupart des canons étaient des canons anti-aériens, mais il y avait de plus petits canons destinés à empêcher une invasion allemande depuis la côte française. Il y avait deux canons de 15 pouces (380 mm) surnommés «Jane» et «Clem». Il y avait aussi deux canons navals de 14 pouces BL Mk VII appelés « Winnie » et « Pooh », qui provenaient du cuirassé HMS King George V.
L'église paroissiale a souffert d'un coup direct de canons allemands situés à Calais, mais le seul dommage a été la destruction d'un vitrail dédié à John Knott, gardien du phare de South Foreland.
Peter Ustinov était stationné dans le village pendant la Seconde Guerre mondiale et l'a tellement aimé qu'il a acheté une maison sur la falaise après la guerre. La maison est maintenant détenue par Miriam Margolyes, les deux ayant cherché à récolter des fonds pour la nouvelle salle des fêtes. À l'autre extrémité de la plage se trouvent des chalets dont un, le White Cliff Cottage, était la propriété de Noël Coward et de Ian Fleming.
Le 4 août 2019, l'inventeur marseillais Franky Zapata atterrit à St Margaret's Bay après avoir traversé la Manche en 21 minutes à bord de son Flyboard Air.

## Énergie
Depuis mars 2008, St-Margaret-at-Cliffe a commencé un processus pour devenir un village neutre vis-à-vis des émissions de carbone. Les habitants visent, au travers un mélange de réduction des émissions, comme par exemple en améliorant l'isolation de leurs maisons (pour réduire l'énergie utilisée pour le chauffage) et l'installation de sources d'énergie renouvelables pour réduire leurs émissions de dioxyde de carbone à un niveau qui est compensé par la plantation d'arbres et d'autres moyens de neutralisation du carbone.
Cette initiative a été lancée par la construction d'un centre de conférence durable dans le Pines Gardens ("jardins des pins") (situé baie St. Margaret). Ce bâtiment a été presque entièrement construit à partir de matériaux durables ou recyclés par la Fondation Cleary. Ses administrateurs font partie de ceux qui poussent le village à devenir neutre vis-à-vis du carbone.
La production d'énergie verte dans le village a démarré en 1929, lorsque le moulin à vent de St. Margaret a été construit pour produire de l'électricité.